# Subwoofer

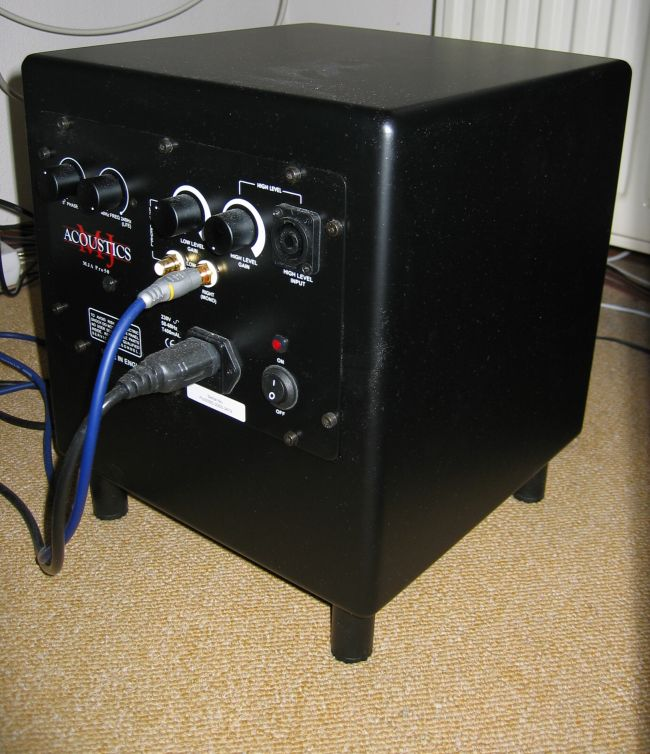
Gesloten actieve subwoofer met naar beneden gerichte luidspreker (MJA Pro 50)

Een subwoofer is een luidspreker die speciaal is ontworpen voor het weergeven van lage tot zeer lage tonen, die vaak ook gevoeld kunnen worden en onder (sub) het bereik liggen van een normale woofer. Het gaat dan om tonen die in het frequentiebereik beneden de - ruw gemeten - 80 hertz (Hz) vallen. Dit is zo gekozen omdat 80 Hz niet al te moeilijk is om weer te geven door een redelijk (dus indien nodige een kleine) speaker. Gehoormatig (het stereobeeld) moeten we rekening houden met het stralingspatroon van hoge en lage frequenties. Hierbij valt op, dat bij een lagere frequentie de piekvorm (hoek van bijna 90 graden bij een hoge frequentie) verandert in een cirkel. De plaatsing van de subwoofer ten opzichte van de linker- en rechterspeaker is hierdoor minder belangrijk, maar houd er wel rekening mee dat de reflexpoort (indien aanwezig) ongeveer (is direct hoorbaar, meer of minder basweergave) de diepte van de kast verwijderd moet zijn van de muur achter de subwoofer, ter voorkoming van interferentie. De frequentie die naar de subwoofer gaat mag beslist niet (demping minstens 65 dB) worden doorgegeven aan de overige speakers. De kantelfrequentie die moet worden gekozen is afhankelijk van de gebruikte speakers, bij elektronstaten wordt vaak gekozen vanaf 200 Hz naar de subwoofer.

## Geschiedenis
In de tijd van de analoge grammofoonplaat konden lage frequenties niet in stereo worden weergegeven door de mechanische beperking van naald en groef.
De groef kon dan theoretisch zo nauw worden, dat de naald letterlijk uit de groef zou springen. Om deze reden werd deze laagfrequente stereo-informatie mono geregistreerd op de plaat.
Een aantal fabrikanten (onder andere Jordan, Revox en Canton) bracht toen systemen op de markt met twee kleine stereoluidsprekers, aangevuld door een losse mono-baskast: de subwoofer.
De meeste audiofielen vonden dit systeem inferieur (wegens fase/looptijd-verschillen). Met de komst van de audio-cd in 1982 was de mechanische beperking verdwenen, en daarmee verdwenen ook deze subwoofer-satellietsystemen van de markt, totdat de firma Bose het concept weer oppakte en in 1988 met hun kleine luidsprekers in het formaat van melkpakjes en een subwoofer op de markt kwam.

## Techniek
De meeste luidsprekers kunnen tonen beneden de 40 Hz niet weergeven, ondanks een vaak opgegeven frequentiebereik van 20 Hz tot 20 kHz. Om deze tonen goed en met voldoende geluidssterkte te kunnen weergeven dienen zowel de luidspreker die de tonen produceert als de kast waarin deze geplaatst is specifiek voor dit lagetonenbereik te zijn gekozen. 
Voor de luidspreker geldt dat de resonantie-frequentie onder de 40 Hz moet liggen; hoe lager, des te beter de luidspreker in staat is om lage tonen weer te geven. In de praktijk geeft een subwoofer meestal alle frequenties lager dan 80 Hz weer, maar dat is meestal zelf in te stellen met een draairegelaar.
Voor de behuizing waarin de luidspreker geplaatst is zijn meerdere oplossingen mogelijk, afhankelijk van de toepassing. Bekende systemen voor de weergave van lage tonen zijn de open basreflexbox, een gevouwen hoorn en 4e- en 6e-orde-filtersystemen.
In tegenstelling tot gewone passieve luidsprekers zijn de meeste subwoofers actief, dat wil zeggen dat er een versterker is ingebouwd die helemaal op de subwoofer afgestemd is. Het is gewenst omdat lage frequenties veel vermogen nodig hebben. Hierdoor is het ook mogelijk op de subwoofer de geluidssterkte, kantelfrequentie en fase in te stellen.